# 俺干掉了蕾丝边老婆，把这娘们吊在了肉钩子上，于是俺现在跟迪士尼签了三部电影的合约啦
《俺干掉了蕾丝边老婆，把这娘们吊在了肉钩子上，于是俺现在跟迪士尼签了三部电影的合约啦》（英語：I Killed My Lesbian Wife, Hung Her on a Meat Hook, and Now I Have a Three-Picture Deal at Disney）是由本·阿弗莱克执导、卡马拉·洛佩兹和杰伊·拉科波编写的1993年的喜剧短片。该片是阿弗莱克的第一次执导电影作品。

## 演员
- 杰伊·拉科波扮演导演
- 卡拉·蒙大拿扮演演员/桑迪
- 约翰娜·麦克洛伊扮演室友/玛莎
- 罗伯特·科赫扮演制片人1号
- 汤米·欣克利扮演制片人2号
- 哈利·维克多扮演制片人3号
- Marilyn Pitzner扮演选角导演
- 哈维·斯蒂芬斯扮演选角助理
- Ellie Valleau扮演妻子
- 玛丽亚·多洛雷斯·罗德里·格斯加西亚德·拉·佩帕扮演西班牙裔演员

## 反响
影片普遍获得负面评价，主要批评本·阿弗莱克不适当的后期工作。
2010年，本·阿弗莱克在与《娱乐周刊》的采访时驳斥这部电影：“这太可怕，这太残酷，我知道我想成为一个导演，我做了几个短片，这是唯一一部我不为此感到自豪的作品。它看起来像是哪个没有前途、没有承诺的人做的一样。”
2013年，《影音俱乐部》的诺亚克鲁克香克称该电影：“你可能想装作学生的作品：咀嚼似的场景，一个混乱的情节，伪劣的摄影技术，看起来阿弗莱克想在好莱坞，创造黑色喜剧串烧电影人生，但是偏离方向，做出“如此糟糕、不好笑”的作品。（“你知道很多关于农民垃圾拾荒者的事吗？”還算笑點）好在本·阿弗莱克没有因为執導该作品，而玷污了他奥斯卡编剧的职业生涯。”